# Marian Kułakowski (oficer)
Marian Kułakowski (ur. 2 grudnia 1893 w Załoźcach, zm. 26 maja 1980 w Londynie) – podpułkownik dyplomowany artylerii Wojska Polskiego, działacz niepodległościowy, kawaler Orderu Virtuti Militari.

## Życiorys
Urodził się 2 grudnia 1893 w Załoźcach, w ówczesnym powiecie brodzkim Królestwa Galicji i Lodomerii, w rodzinie Antoniego i Anieli . Był starszym bratem Mieczysława Ludwika (1896–1942), majora artylerii.
W latach 1905–1913 uczęszczał do c. k. Gimnazjum w Złoczowie. W czerwcu 1913 złożył maturę. Był członkiem Związku Strzeleckiego.
Po wybuchu I wojny światowej wstąpił do Legionów Polskich i został wcielony do 3 pułku piechoty. Wziął udział w kampanii karpackiej. Od 1 marca do 1 maja 1916 uczył się w Szkole Chorążych LP. Z dniem 1 maja 1916 został mianowany chorążym piechoty. Po kryzysie przysięgowym w lipcu 1917 służył w artylerii Polskiego Korpusu Posiłkowego. W czasie bitwy pod Rarańczą (15/16 lutego 1918) dostał się do niewoli austriackiej. Należał do grupy legionistów oskarżonych w procesie w Máramarossziget (8 czerwca – 30 września 1918). Po abolicji procesu wrócił do kraju.
31 października 1918 został przyjęty do Wojska Polskiego z zatwierdzeniem posiadanego stopnia podporucznika. Od 2 listopada 1918 służył w adiutanturze Sztabu Generalnego. 8 grudnia 1918 został przeniesiony do dywizjonu artylerii kpt. Macieja Bolda. 6 września 1919 został odkomenderowany z 2 pułku artylerii ciężkiej Legionów do Departamentu IV Personalnego Ministerstwa Spraw Wojskowych. 15 listopada 1919 został mianowany z dniem 1 grudnia 1919 porucznikiem w artylerii. Wziął udział w wojnie z bolszewikami.
1 czerwca 1921, w stopniu kapitana, pełnił służbę w Oddziale IV Sztabu MSWojsk., a jego oddziałem macierzystym był 2 dywizjon artylerii ciężkiej Legionów. 14 listopada 1921 został odkomenderowany do Wyższej Szkoły Wojennej w Warszawie, w charakterze słuchacza Kursu 1921/23. 3 maja 1922 został zweryfikowany w stopniu kapitana ze starszeństwem od 1 czerwca 1919 i 143. lokatą w korpusie oficerów artylerii. Z dniem 1 października 1923, po ukończeniu kursu i otrzymaniu dyplomu naukowego oficera Sztabu Generalnego, został przydzielony do Departamentu X Przemysłu Wojennego MSWojsk., pozostając oficerem nadetatowym 10 pułku artylerii ciężkiej w Przemyślu. 1 grudnia 1924 prezydent RP nadał mu stopień majora z dniem 15 sierpnia 1924 i 58. lokatą w korpusie oficerów artylerii. W październiku 1925 został przeniesiony do 1 pułku artylerii najcięższej w Warszawie na stanowisko dowódcy I dywizjonu. Później został przydzielony do Oddziału IV Sztabu Generalnego.
W grudniu 1929 został przeniesiony do 27 Dywizji Piechoty w Kowlu na stanowisko szefa sztabu, a w listopadzie 1931 do 3 pułku artylerii ciężkiej w Wilnie na stanowisko dowódcy dywizjonu. W listopadzie 1933 został ponownie przeniesiony do Oddziału IV Sztabu Głównego. Na stopień podpułkownika został awansowany ze starszeństwem z 1 stycznia 1936 i 3. lokatą w korpusie oficerów artylerii. W marcu 1939 nadal pełnił służbę w Oddziale IV SG na stanowisku kierownika samodzielnego referatu. Według ppłk. dypl. Jerzego Pajączkowskiego na tym stanowisku zajmował się sprawami służby zdrowia i służby weterynaryjnej, Polskiego Czerwonego Krzyża, norm zużycia materiałów oraz odcinkiem gen. dyw. Mieczysława Norwid-Neugebauera na wschodzie i odcinkiem gen. dyw. Juliusza Rómmla na zachodzie. W maju tego roku został przeniesiony do Dowództwa Okręgu Korpusu Nr IV w Łodzi na nowo utworzone stanowisko kwatermistrza. W trzeciej dekadzie sierpnia 1939 dotychczasowe obowiązki przekazał płk. dypl. Witoldowi Gierulewiczowi, a sam objął funkcję kwatermistrza Armii „Łódź”.
Na stanowisku kwatermistrza Armii „Łódź” walczył w kampanii wrześniowej. 24 września zastąpił ppłk. dypl. Jana Hyca na stanowisku kwatermistrza Armii „Warszawa”. Po kapitulacji załogi Warszawy (28 września 1939) dostał się do niewoli niemieckiej. Od 3 czerwca 1940 przebywał w Oflagu VII A Murnau. Wiosną 1945 gen. dyw. Juliusz Rómmel napisał o nim: „nadaje się na dowódcę pułku i do pracy w sztabach”. Po uwolnieniu z niewoli 29 kwietnia 1945 przez wojska amerykańskie wyjechał do 2 Korpusu we Włoszech i został przydzielony do 3 Dywizji Strzelców Karpackich. We wrześniu 1946 został ewakuowany do Wielkiej Brytanii, gdzie po demobilizacji w 1947 osiadł na stałe. Pracował zarobkowo w różnych zawodach. Zmarł 26 maja 1980 w Londynie.

## Ordery i odznaczenia
- Krzyż Srebrny Orderu Wojskowego Virtuti Militari nr 5946 – 17 maja 1922[43]
- Krzyż Niepodległości – 2 sierpnia 1931 „za pracę w dziele odzyskania niepodległości”[44][1][45]
- Krzyż Walecznych czterokrotnie[33]
- Krzyż Walecznych po raz piąty – 29 września 1939[46]
- Złoty Krzyż Zasługi[33]